# Alfred Breiderhoff
Alfred Breiderhoff (* 18. April 1881 in Barmen; † 10. August 1916 in Berlin) war ein deutscher Schauspieler und Schauspiellehrer.

## Leben
Alfred Breiderhoff war der Sohn eines Kaufmanns und wuchs in Barmen auf, wo er das Gymnasium besuchte. Danach studierte er Philosophie in Bonn, Berlin und Rostock, wandte sich dann aber der Schauspielerei zu. Er war zunächst am Düsseldorfer Schauspielhaus tätig. 1911 gehörte der dem Max-Reinhardt-Ensemble Berlin an und spielte an der Seite von Ferdinand Bonn, Rosa Bertens und Josef Klein in der Hofmannsthalschen Bühnenbearbeitung des König Ödipus den Teiresias. In den Jahren 1914 und 1915 gab er Valeska Gert Schauspielunterricht. 1916 spielte er in zwei Filmen mit: Die Rache der Toten und Das unheimliche Haus (1. Teil). Breiderhoff wurde ein „starkes Talent für chargierte Komik“ bescheinigt.
Breiderhoff starb im Alter von 36 Jahren „plötzlich an Gasvergiftung“.